# Libertas Basket Bologna 2007-2008
Questa voce raccoglie le informazioni riguardanti la Libertas Basket Bologna nelle competizioni ufficiali della stagione 2007-2008.

## Stagione
Nella stagione 2007-2008 la squadra bolognese, sponsorizzata Meccanica Nova, ha partecipato alla Serie A2.

## Verdetti stagionali
- Serie A2: (33 partite)

stagione regolare: 2º posto nel girone Nord su 16 squadre (24 vinte, 6 perse);
play-off: sconfitta in semifinale da Sesto san Giovanni (1-2).

## Roster
| Libertas Basket Bologna | Libertas Basket Bologna |
| Giocatrici              | Staff tecnico           |
| ----------------------- | ----------------------- |

| 4  | Serbia (bandiera)   | A  | Milica Mićović         | 1984 | 182 cm |  |  |
| 5  | Italia (bandiera)   | P  | Federica Nannucci      | 1991 | 170 cm |  |  |
| 6  | Italia (bandiera)   | A  | Charlotte Hediger      | 1990 | 174 cm |  |  |
| 7  | Italia (bandiera)   | G  | Camilla Coraducci      | 1990 | 172 cm |  |  |
| 8  | Italia (bandiera)   | PG | Matilde Dall'Aglio     | 1991 | 170 cm |  |  |
| 9  | Italia (bandiera)   | A  | Sonia Savi             | 1988 | 178 cm |  |  |
| 10 | Italia (bandiera)   | G  | Erika Aleotti          | 1980 | 174 cm |  |  |
| 10 | Italia (bandiera)   | G  | Valentina Marchi       | 1989 | 170 cm |  |  |
| 13 | Italia (bandiera)   | P  | Chiara Mini            | 1986 | 165 cm |  |  |
| 14 | Italia (bandiera)   | AC | Lorenza Arnetoli       | 1974 | 194 cm |  |  |
| 15 | Italia (bandiera)   | AC | Simona Albertazzi      | 1979 | 190 cm |  |  |
| 15 | Italia (bandiera)   | C  | Natalia Pavoncelli (C) | 1974 | 188 cm |  |  |
| 16 | Italia (bandiera)   | A  | Ainur Ramadan          | 1991 | 175 cm |  |  |
| 17 | Slovenia (bandiera) | AC | Katja Temnik           | 1978 | 187 cm |  |  |
| 18 | Italia (bandiera)   | A  | Stella Caracchi        | 1990 | 175 cm |  |  |
| 18 | Italia (bandiera)   | A  | Martina Santucci       | 1991 | 175 cm |  |  |
| 19 | Italia (bandiera)   | G  | Valentina Lambertini   | 1993 | 165 cm |  |  |
| 19 | Italia (bandiera)   | G  | Francesca Pazzafini    | 1989 | 170 cm |  |  |
| 19 | Italia (bandiera)   | P  | Carla Talarico         | 1992 | 168 cm |  |  |
| 20 | Italia (bandiera)   | AC | Elena Pisticilli       | 1989 | 174 cm |  |  |

| Allenatore                                    |
| - Massimo Solaroli                            |
| Assistente/i                                  |
| - Paolo Seletti Legenda - (C) Capitano Roster |

## Mercato

### Sessione estiva
La società ha effettuato i seguenti trasferimenti:
| Acquisti         | Acquisti            | Acquisti              | Acquisti            |
| R.               | Nome                | da                    | Modalità            |
| ---------------- | ------------------- | --------------------- | ------------------- |
| A                | Milica Mićović      | Basket Parma          | prestito            |
| G                | Erika Aleotti       | Basket Cavezzo        | definitivo          |
| AC               | Katja Temnik        | Sedis Seu d'Urgell    | definitivo          |
| P                | Carla Talarico      | Reggio Calabria       | definitivo          |
| P                | Federica Nannucci   | Pol. Masi Casalecchio | definitivo          |
| PG               | Matilde Dall'Aglio  | Pol. Masi Casalecchio | definitivo          |
| A                | Ainur Ramadan       | Pol. Masi Casalecchio | definitivo          |
| A                | Martina Santucci    | Pol. Masi Casalecchio | definitivo          |
| Altre operazioni |                     |                       |                     |
| R.               | Nome                | da                    | Modalità            |
| A                | Stella Caracchi     | Bologna Basket School | doppio tesseramento |
| G                | Francesca Pazzafini | Bologna Basket School | doppio tesseramento |
| AC               | Elena Pisticilli    | Bologna Basket School | doppio tesseramento |

| Cessioni | Cessioni                | Cessioni        | Cessioni   |
| R.       | Nome                    | a               | Modalità   |
| -------- | ----------------------- | --------------- | ---------- |
| G        | Nicoletta Caselin       | -               | ritiro     |
| A        | Madalene Mitongu Ntumba | CUS Cagliari    | definitivo |
| AC       | Marica Maranini         | Basket Cavezzo  | definitivo |
| AC       | Alessia Cappuccio       | Giants Marghera | definitivo |

### Fuori sessione
| Acquisti | Acquisti          | Acquisti          | Acquisti   |
| R.       | Nome              | da                | Modalità   |
| -------- | ----------------- | ----------------- | ---------- |
| AC       | Simona Albertazzi | Montigarda Basket | definitivo |

| Cessioni | Cessioni | Cessioni | Cessioni |
| R.       | Nome     | a        | Modalità |
| -------- | -------- | -------- | -------- |

## Statistiche

### Statistiche di squadra
| Competizione | Punti | In casa | In casa | In casa | In casa | In casa | In trasferta | In trasferta | In trasferta | In trasferta | In trasferta | Totale | Totale | Totale | Totale | Totale | Totale |
| Competizione | Punti | G       | V       | P       | Ptf     | Pts     | G            | V            | P            | Ptf          | Pts          | G      | V      | P      | Ptf    | Pts    | Diff.  |
| ------------ | ----- | ------- | ------- | ------- | ------- | ------- | ------------ | ------------ | ------------ | ------------ | ------------ | ------ | ------ | ------ | ------ | ------ | ------ |
| Serie A2     | 48    | 15      | 13      | 2       | 994     | 859     | 15           | 11           | 4            | 939          | 825          | 30     | 24     | 6      | 1933   | 1684   | +249   |
| play-off     |       | 2       | 1       | 1       | 134     | 125     | 1            | 0            | 1            | 49           | 59           | 3      | 1      | 2      | 183    | 184    | -1     |
| Totale       |       | 17      | 14      | 3       | 1128    | 984     | 16           | 11           | 5            | 988          | 884          | 33     | 25     | 8      | 2116   | 1868   | +248   |

### Statistiche delle giocatrici
| Giocatrice           | Partite | Partite | Min. | Pun | Tiri da 2 | Tiri da 2 | Tiri da 2 | Tiri da 3 | Tiri da 3 | Tiri da 3 | Tiri Liberi | Tiri Liberi | Tiri Liberi | Rimbalzi | Rimbalzi | Rimbalzi | Palle | Palle | Stopp. | Stopp. | Ass | Falli | Falli | Val. |
| Giocatrice           | Pr      | PG      | Min. | Pun | R         | T         | %         | R         | T         | %         | R           | T           | %           | D        | O        | T        | P     | R     | S      | D      | Ass | F     | S     | Val. |
| -------------------- | ------- | ------- | ---- | --- | --------- | --------- | --------- | --------- | --------- | --------- | ----------- | ----------- | ----------- | -------- | -------- | -------- | ----- | ----- | ------ | ------ | --- | ----- | ----- | ---- |
| Simona Albertazzi    | 9       | 9       | 191  | 49  | 14        | 30        | 47        | 3         | 21        | 14        | 12          | 16          | 75          | 34       | 12       | 46       | 22    | 10    |        | 7      | 2   | 24    | 13    | 43   |
| Erika Aleotti        | 32      | 32      | 1004 | 392 | 112       | 200       | 56        | 37        | 123       | 30        | 57          | 74          | 77          | 47       | 58       | 105      | 90    | 60    | 3      | 3      | 23  | 72    | 67    | 294  |
| Lorenza Arnetoli     | 29      | 29      | 791  | 409 | 142       | 250       | 57        | 16        | 69        | 23        | 77          | 118         | 65          | 133      | 55       | 188      | 87    | 35    | 3      | 32     | 22  | 81    | 114   | 427  |
| Stella Caracchi      | 1       | 0       |      | 0   |           |           |           |           |           |           |             |             |             |          |          |          |       |       |        |        |     |       |       |      |
| Camilla Coraducci    | 33      | 32      | 443  | 82  | 21        | 56        | 38        | 10        | 42        | 24        | 10          | 18          | 56          | 22       |          | 22       | 47    | 26    | 5      | 1      | 9   | 33    | 20    |      |
| Matilde Dall'Aglio   | 13      | 6       | 32   | 1   | 0         | 3         | 0         | 0         | 3         | 0         | 1           | 2           | 50          | 2        | 1        | 3        | 2     | 1     |        |        |     | 4     | 1     | -7   |
| Charlotte Hediger    | 31      | 31      | 419  | 95  | 27        | 60        | 45        | 10        | 41        | 24        | 11          | 16          | 69          | 23       | 13       | 36       | 24    | 15    | 3      |        | 1   | 51    | 20    | 20   |
| Valentina Lambertini | 3       | 1       | 3    | 0   |           |           |           |           |           |           |             |             |             |          |          |          |       |       |        |        |     |       |       |      |
| Valentina Marchi     | 11      | 5       | 16   | 0   | 0         | 6         | 0         |           |           |           |             |             |             |          | 2        | 2        | 4     |       |        |        |     | 2     | 1     | -9   |
| Milica Mićović       | 33      | 33      | 1039 | 449 | 91        | 219       | 42        | 65        | 208       | 31        | 72          | 94          | 77          | 96       | 23       | 119      | 118   | 69    | 4      | 6      | 51  | 79    | 108   | 308  |
| Chiara Mini          | 17      | 17      | 510  | 141 | 22        | 57        | 39        | 19        | 58        | 33        | 40          | 59          | 68          | 49       | 6        | 55       | 34    | 38    | 2      |        | 12  | 36    | 57    | 138  |
| Federica Nannucci    | 29      | 29      | 591  | 122 | 16        | 42        | 38        | 23        | 77        | 30        | 21          | 29          | 72          | 39       | 8        | 47       | 48    | 48    | 2      | 1      | 30  | 46    | 50    | 114  |
| Natalia Pavoncelli   | 20      | 20      | 286  | 38  | 17        | 34        | 50        | 0         | 1         | 0         | 4           | 6           | 67          | 46       | 36       | 82       | 31    | 22    | 2      | 11     | 2   | 22    | 16    | 96   |
| Ainur Ramadan        | 1       | 1       | 5    | 0   |           |           |           |           |           |           |             |             |             |          |          |          |       |       |        |        |     | 1     |       | -1   |
| Martina Santucci     | 7       | 2       | 11   | 0   | 0         | 1         | 0         |           |           |           |             |             |             |          | 3        | 3        | 1     |       |        |        |     | 1     |       |      |
| Sonia Savi           | 25      | 19      | 210  | 32  | 13        | 32        | 41        | 1         | 5         | 20        | 3           | 4           | 75          | 29       | 13       | 42       | 20    | 11    | 1      |        | 2   | 24    | 7     | 25   |
| Carla Talarico       | 3       | 2       | 3    | 1   | 0         | 1         | 0         |           |           |           | 1           | 2           | 50          |          |          |          |       |       |        |        |     |       | 1     |      |
| Katja Temnik         | 33      | 33      | 1071 | 305 | 121       | 256       | 47        | 0         | 3         | 0         | 63          | 146         | 43          | 249      | 152      | 401      | 94    | 98    | 2      | 29     | 47  | 107   | 120   | 576  |